# آنتی بالاکا
آنتی بالاکا (به انگلیسی: Anti-balaka) یک گروه شبه نظامی افراط‌گرای مسیحی است، که پس از به قدرت رسیدن میشل جوتودیا در جمهوری آفریقای مرکزی شکل گرفت.